# Rancho Nuevo, Cazones de Herrera
Rancho Nuevo är en ort i Mexiko.   Den ligger i kommunen Cazones de Herrera och delstaten Veracruz, i den sydöstra delen av landet, 240 km nordost om huvudstaden Mexico City. Rancho Nuevo ligger 17 meter över havet och antalet invånare är 1 164.
Terrängen runt Rancho Nuevo är platt. Havet är nära Rancho Nuevo åt nordost.  Närmaste större samhälle är Cazones de Herrera, 11,3 km väster om Rancho Nuevo. 